# 女囚さそり けもの部屋
『女囚さそり/けもの部屋』（じょしゅうさそり/けものべや）は、1973年（昭和48年）7月29日公開の日本映画である。東映東京撮影所製作。女囚さそりシリーズの第3作目である。

## 概要
本作は、ナミが一般社会で逃亡生活を送りながら、知り合った女たちの哀しい運命を垣間見てあくどい仕事をする鮫島たちに復讐し、権藤刑事から逃亡を図るという内容。
前2作とは、「松島ナミは過去に殺人を犯して逃亡中」という設定が同じということぐらいで特にストーリー上の繋がりはほとんどない。
本作ではナミとユキとの友情や、ナミを含めて登場する女たちが受ける辛い仕打ちを焦点に描かれている。また、ナミが監禁されるシーンや下水道の逃亡シーンなどがある。
梶芽衣子は本作の撮影前に「監督とスタッフを代えなければ出演には応じられない」と公言するなど東映と揉め、撮影後にも「伊藤監督と意見が合わない。脚本が悪い」と揉めた。

## ストーリー
過去に殺人を犯した松島ナミは地下鉄で逃亡中に刑事・権藤に手錠をかけられるが、隠し持っていたドスで彼の右腕を切断し権藤の同僚刑事を殺害し逃亡する。程なくして出会った若い女・ユキに助けられて親しくなったナミは、仕事も見つけてアパートで一人暮らしを始める。後日ナミは、ユキから家庭の事情で売春で生計を立てていること、兄の子を身籠っていることを打ち明けられる。数日後、ナミが暮らす街を仕切る鮫島興行社長・鮫島剛次の部下の一人を殺した疑いが持たれて、ナミは鮫島の部下たちに事務所に連れて行かれる。そこにいた鮫島の妻・カツはナミの顔を見て、かつて同じ刑務所で暮らし自身をコケにした元女囚の“さそり”だと気づき、飼っているカラスの檻に彼女を監禁する。
一方ユキは、堕胎に迷いナミに付き添ってもらおうと彼女の居場所を探すが見当たらず、心細さを感じながら診療所で手術を受ける。同じ頃、鮫島のシマの店で働く風俗嬢の妊娠を知った鮫島夫妻は、既に堕胎期間を過ぎていたにもかかわらず強制的に闇医者による堕胎手術を受けさせる。事務所に連れて行かれた風俗嬢は強引な手術により下腹部から大量に出血し、ナミと2人きりになると闇医者から盗んだメスを渡した後で絶命する。ナミは強制的に堕胎させられた彼女の恨みを同じ女として胸に刻み檻から脱走し、譲り受けたメスで彼女の代わりに闇医者を刺殺する。
翌日、ナミに逃げられたことを悔しがる鮫島夫妻の前に権藤が現れ、ナミによって闇医者が殺されたことを話し、次は飯島夫妻の番だと告げる。警察により街中にナミの指名手配写真が貼られる中、鮫島夫妻の卑劣なやり方に憎悪の念を燃やしたナミは、部下たちを一人ずつ復讐していく。数日後、追い詰められたカツは恐怖に怯え、「殺されるよりはマシ」とシマの女たちに売春を強要した罪で自首して刑務所に収監される。その夜、事務所に一人残った剛次の元に現れたナミは彼を転落死させた後、外に張り込んでいた権藤たちから逃走する。
その後ナミは、雨水を海に流すための下水道にマンホールから侵入し逃走を図るが、地上に警察官の包囲網が敷かれて身動きが取れなくなる。その頃ユキは街の様子からナミが下水道に隠れていることを知り、運良く彼女が潜んでいる近くのマンホール越しにコンタクトを取ることに成功し、すき間から食料を渡す。1週間後、ユキの怪しい行動を見かけた権藤は彼女に暴行を加え、彼女の兄をネタに脅してナミをおびき寄せるおとり役として協力させる。マンホール越しにユキにおびき寄せられたナミは、権藤の罠にハマり下水道に大量の油を流されて火を放たれ瞬く間に広がった炎に逃げ場を失い、権藤は高笑いを浮かべる。

## スタッフ
- 監督：伊藤俊也
- 企画：吉峰甲子夫
- 原作：篠原とおる
- 脚本：松田寛夫
- 撮影：清水政郎
- 録音：広上益弘
- 照明：梅谷茂
- 美術：桑名忠之
- 編集：田中修
- 助監督：馬場格昭
- 記録：山内康代
- 擬斗：日尾孝司
- スチール：加藤光男
- 進行主任：東一盛
- 装置：吉田喜義
- 装飾：酒井喬二
- 美粧：井上守
- 美容：花沢久子
- 衣装：福崎精吾
- 演技事務：和田徹
- 現像：東映化学
- 音楽：菊池俊輔

## キャスト
松島ナミ（あだ名は“さそり”）
演 - 梶芽衣子
殺人と脱走の罪で指名手配中の女。洋裁店の仕事をしながら、アパートでひっそりと逃亡生活を送る。カツによると、今度捕まれば死刑もあり得る状態とのこと。刑事の権藤や鮫島興行の鮫島夫妻から目をつけられる存在。性格は前2作同様相変わらず冷たい目をしていることが多いが、冒頭で親しくなったユキには優しく接する。

### ナミと関わる主な人たち
権藤徹
演 - 成田三樹夫
ナミを追跡する刑事。右腕がないが、これは冒頭でナミに切断されたため。片腕だがケンカは強く鮫島の部下たちを相手に打ち負かしている。その後に起こる殺人事件もナミによる犯行だと疑いを持ち、彼女を捕まえようとする。ナミを捕まえるためには手段を選ばず、脅しや相手をいたぶるなど手荒いこともやって退ける性格。
鮫島剛次
演 - 南原宏治
鮫島興行の社長。ナミが暮らす街辺りのシマを仕切る人物。10人ぐらいの部下を従え、シマにある風俗店などからショバ代(シノギ)を得ている。ある時部下の一人が殺される事件が起こり、ナミが犯人だと疑って自白を迫る。殺人犯で逃亡中のナミに対しても余裕の態度で対応する。
鮫島カツ
演 - 李礼仙
社長の妻。派手で大きな襟のついた個性的な服をいつも着ている。剛次に負けず劣らずキツイ性格で女相手でも容赦せず痛めつける。実はナミと同時期に刑務所に入っていた元女囚で、その時彼女から苦い思いをさせられたことから仕返しを企んでいる。事務所にある広い檻の中で数羽のカラスを飼っている。
中川ユキ
演 - 渡辺やよい
ナミの親友のような存在。冒頭で出会ったナミを助けたことがきっかけで親しくなる。娼婦として働き収入を得ているが、あばら家で兄と貧しい生活を送る。障害者の兄のことを不憫に思い兄妹でありながら体の関係を許している。ただし、兄に対して疎ましく感じることもあり心の中では複雑な感情を抱えている。

### ナミと関わるその他の人たち
中川正男
演 - 神太郎
ユキの兄。数年前の事故により脳に障害を持つ。普段はユキによって外から鍵をかけられた物置で過ごしている。会話や物事の判断が難しい状態だが体は動き、性欲がありユキと体の関係を持つことで処理している。
安江
演 - 真山知子
ナミと同じアパートの階下の部屋に住む女。キャバクラのような店で働いている。ある時、店に謎の人物から「ボヤボヤしてるとナミに男を取られるよ」との電話が入り、ナミに殺意を抱く。
谷田
演 - 藤木孝
安江の恋人。鮫島の部下。安江が暮らすアパートでナミを見かけて、彼女が指名手配中であることを嗅ぎつけて、体の関係になるように脅す。
鮫島の部下(安達と他の部下)
演 - 安達：八名信夫、八木：土山登士幸、他の部下伊達弘、沢田浩二、三重街恒二、畑中猛重、宮地謙吾、城春樹
鮫島の部下。ナミに部下を殺した疑いをかけた剛次から命令されて、彼女を拉致して事務所で痛めつける。同じく妊娠したしのぶを事務所に連れてくる。
しのぶ
演 - 森みつる
鮫島興行の息がかかったヌードスタジオで働く女。子供っぽい性格のせいで同僚の女性たちから見下されている。妊娠6ヶ月ぐらいの状態で、本人も父親が誰か分からないが自身が母親になることを待ち望む。

### その他の人たち
ヌードスタジオの女たち
演 - 小林千枝、宗田政美、亀井和子、城恵美、章文栄
しのぶと同じ店で働く女たち。店先で集まって客が来るのを待つ。店近くの街頭で売春行為を行うユキたち娼婦を商売敵として敵視している。
山下
演 - 関山耕司
闇医者らしき人物。あまり真っ当な医者とは言えず、直前に酒らしきものを飲んで手術に臨んでいる。鮫島夫妻とは顔なじみ。
山﨑
演 - 藤山浩二
所轄の刑事。闇医者の殺人事件を担当し捜査に当たる。ナミを犯人だと疑い多数の警察官と共に彼女が現れそうな場所に張り込み、捕まえようとする。
客
演 - たこ八郎
安江が働く店の客。チンピラ風のファッションをしている男。安江たち複数の女性従業員に囲まれて接客を受けて楽しい一時を過ごす。
権藤の同僚刑事
演 - 植田灯孝
刑事
演 - 山田甲一、五野上力
警官
演 - 木村修
女囚
演 - 木村俊恵
カツと同時期に女子刑務所に収監される女囚。精神的に疲れており、ある夜皆が就寝中に一人だけ眠らず、名前をつけた手作りの人形を抱いて子守唄を聞かせるという行動に出る。
看守長
演 - 高野真二
後にカツが収監される女子刑務所の看守長。権藤がカツとの面会をしに女子刑務所に訪れたため、彼女が入る房へ案内する。
高橋
演 - 佐藤晟也
看守
演 - 高野隆志、横山繁、清水照夫、木村修
男
演 - 三浦忍、高月忠、佐川二郎
刑務所の看護士
演 - 竹村清女
女囚
演 - 谷本小代子、山本緑、織田英子、鈴木暁子、伊藤慶子、小甲登枝恵、八百原寿子
ユキの仲間
演 - 須永かつ代、松下麻美代、名達ますみ
バーの女
演 - 松本初代、菊池のり子、木挽輝香、杉浦敦子

## 同時上映
『非情学園ワル 教師狩り』
- 主演：谷隼人 / 監督：三堀篤 / 脚本：松本功・山本英明